# Pselaphaulax traversi
Pselaphaulax traversi Owens, Leschen & Carlton, 2019 è un coleottero appartenente alla famiglia Staphylinidae.

## Etimologia
Il nome della specie deriva dal pettirosso dell'isola di Chatham o dal pettirosso nero, Petroica traversi (Buller, 1872). Questo uccello canoro endemico in via di estinzione è stato riportato dall'orlo dell'estinzione negli anni '80 dagli ampi sforzi di conservazione del New Zealand Wildlife Service. Da una popolazione totale di cinque individui, la specie attualmente consiste di una popolazione stabile di circa 250 individui. Questa specie è ora una storia di successo di conservazione ed è utilizzata come modello per promuovere programmi utilizzati per stabilizzare altre specie di uccelli in via di estinzione.

## Distribuzione
Gli esemplari di questa specie sono stati rinvenuti in 4 località delle isole Chatham, al largo delle coste orientali della Nuova Zelanda: tre di esse sull'isola principale, l'isola Chatham, e sono la Hapupu Reserve, la Te Awatea Reserve e la località Taiko Camp, nei pressi della Tuku Nature Reserve. Un ultimo esemplare è stato rinvenuto a 45 Km di distanza dalla costa sudest dell'isola Chatham, sulla piccola isola Mangere
Ricerche piuttosto estese nelle collezioni dei musei di altri esemplari di questa specie non hanno avuto esito, portando a ritenere che P. traversi sia endemico delle isole Chatham.

## Caratteristiche
La forma dell'edeago è asimmetrica, con il lobo mediano diviso distalmente, sporgente dall'estensione dorsale carnosa allungata. Il processo ventrale è curvo verso il basso, distalmente, ed è lungo quanto il lobo mediano.

## Tassonomia
Al 2021 non sono note sottospecie e dal 2019 non sono stati esaminati nuovi esemplari.